# Canon Inc.
Canon Inc. (キヤノン株式会社, Kyanon Kabushiki-kaisha) Inc. (キヤノン株式会社, Kyanon Kabushiki-kaisha?) (TYO 7751: 7751, NYSE CAJ: CAJ) és una multinacional japonesa especialitzada en la fabricació de productes per a l'obtenció d'imatges i instruments òptics, com càmeres, videocàmeres, impressores i fotocopiadores. La seva seu principal es localitza a Ōta, un dels barris especials de Tòquio. És una empresa capdavantera en fotografia.

## Història
La companyia va ser fundada en 1937 per Goro Yoshida i el seu cunyat Saburo Uchida amb el nom de Precision Optical Instruments Laboratory. El propòsit original d'aquesta va ser la recerca per millorar i desenvolupar la qualitat de les càmeres fotogràfiques.
Al juny de 1934 va ser creada la primera càmera de Cànon, la Kwanon, així anomenada en honor de Kuan Yin, la deessa budista de la misericòrdia. L'any següent, la companyia va canviar el seu nom pel de Canon amb la finalitat de reflectir una imatge més moderna. En 1987 van llançar la seva línia de càmeres fotogràfiques EOS, sigles que signifiquen "electro-optical system", i que a més figuren en honor de la deessa grega EOS, o de l'aurora. Aquest sistema va suposar un despreniment total de l'enfocament manual i va donar entrada a l'enfocament ultrasònic i a l'estabilització òptica, tots dos introduïts per Canon al món de la fotografia réflex i que es van tornar un estàndard en la fotografia professional i d'alta velocitat.
Encara que va molestar els usuaris conservadors que van veure com perdien compatibilitat amb les seves antigues òptiques d'enfocament manual, quan la seva patent d'enfocament ultrasònic va caducar, molts dels seus competidors van seguir el mateix camí i van adoptar l'enfocament ultrasònic de Canon.
Malgrat ser un fabricant d'una gran varietat d'equips electrònics, la seva fama recau a ser referent de fotografia per la seva aportació al món fotogràfic i ser pioner en la fotografia digital full frame des de l'any 2002, amb la introducció de la Canon 1Ds.
Canon també ha entrat al mercat de les pantalles digitals aliant-se amb Toshiba, desenvolupant i fabricant televisors plans basats en SED, una nova tecnologia per a pantalles.
Encara que actualment s'ha especialitzat en productes principalment òptics, també se la recorda per les seves aportacions al món de les màquines d'escriure de les dècades posteriors a la Segona Guerra Mundial.

## Dades financeres
Les vendes netes consolidades de Canon Inc. per al quart trimestre fiscal de 2009, de l'1 d'octubre de 2009 al 31 desembre de 2009, sumen 954 milers de milions de iens (10.370 milions de US$). Les vendes netes consolidades de Canon Inc. per a l'any 2009, sumen 3.209 milers de milions de iens (34.883 milions de US$ o 24.300 milions d'euros calculat amb el canvi de divisa de 92 ¥ = 1 US$). L'equivalència de les xifres en euros s'ha dut a terme únicament per facilitar la lectura i s'ha realitzat a un canvi de divisa de 132 ¥ = 1 euro, el canvi aproximat al Mercat de Divises de Tòquio a 30 de desembre de 2009.

## Estructura de la companyia
Canon creu que la clau del seu èxit sostingut és el desenvolupament de processos de producció i de venda per a cada regió global.
Amb més de 160.000 empleats a tot el món, Canon té filials de producció i màrqueting al Japó, les Amériques, Europa, Àsia i Oceania, i una xarxa global de R+D amb empreses als Estats Units, Europa, Àsia i Austràlia.

## Fabricació i producció
Els processos de producció de Canon estan en constant evolució, com a part de la seva orientació a subministrar al client productes d'alta qualitat en un temps ajustat. Gràcies a avanços com la producció cel·lular i producció automatitzada, l'objectiu de Canon és aconseguir un sistema de producció innovador en cada etapa del procés - la compra, fabricació i distribució. Canon també s'esforça a aconseguir un impacte positiu en el medi ambient, comprant peces i materials respectuosos amb el medi ambient i amb un sistema eficaç de distribució.
La fàbrica de Toride que es va establir en 1961, és responsable de la producció de productes d'imatge per a l'oficina, usant el sistema de producció de cèl·lula, únic en Canon des de fa aproximadament 10 anys. El sistema de producció de cèl·lula, que elimina la necessitat de processos de cinta de producció, utilitza equips reduïts de treballadors, o cèl·lules, per muntar els productes des del principi fins al final.
El nombre d'operacions realitzat per cada treballador depèn del nivell d'habilitats de cada treballador. Aquest mètode de producció ha facilitat un augment important en l'eficiència de producció i permet flexibilitat en els volums de producció.

## Reconeixement en el sector
L'any 2009, Canon va aconseguir els següents llocs en les classificacions del sector:
Segons l'estudi realitzat per Interbrand i Business Week, Canon ocupava en 2009 el lloc 33 en la llista de les 100 millors marques mundials
Canon ha estat triada com la marca de càmeres fotogràfiques de major confiança a Europa per desé any consecutiu, segons Readers Digest
Fortune va col·locar Canon en el lloc número 4 de la seva llista d'organitzacions mundials més admirades en 2009 (categoria de computing).

## Vegeu també

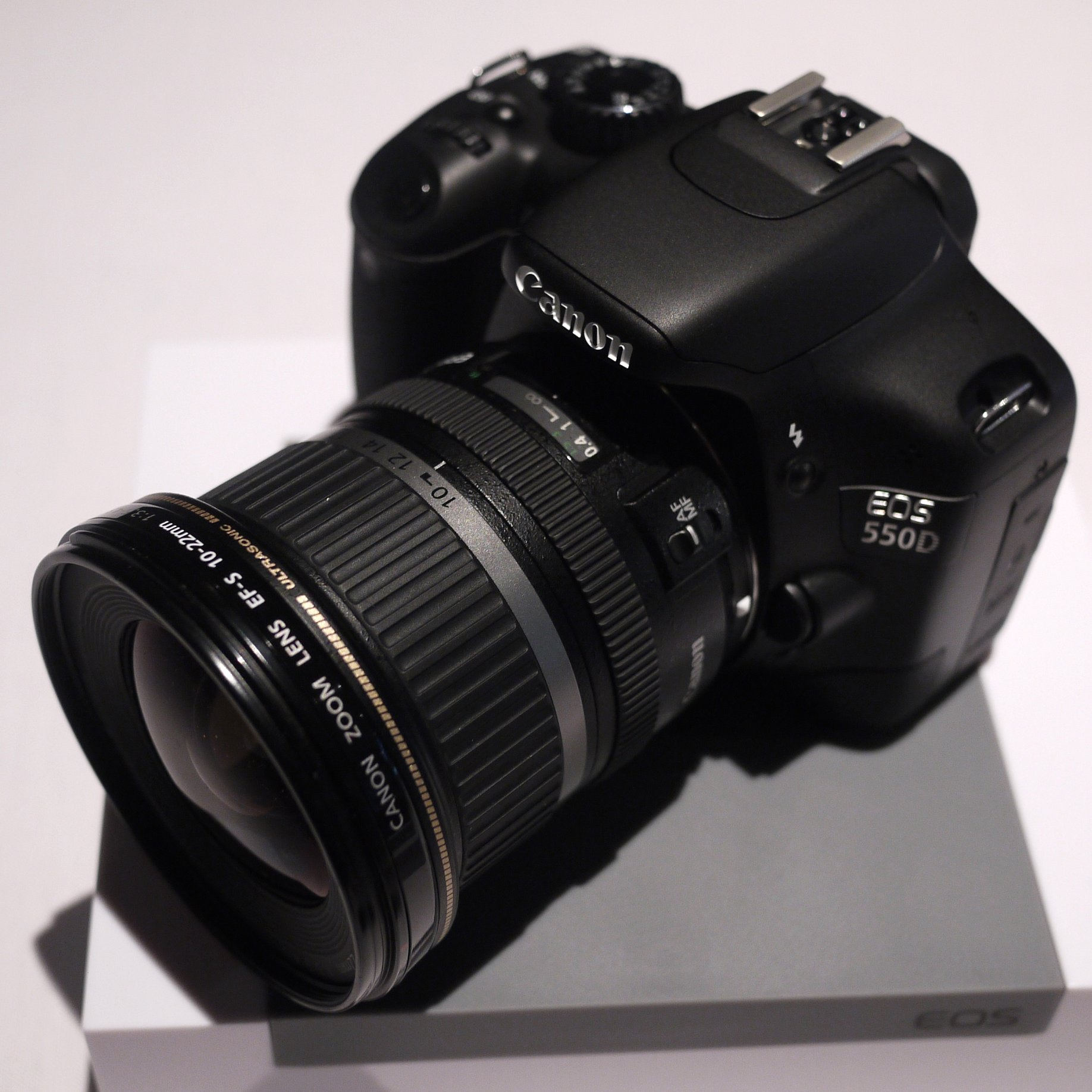
Canon EOS 550D